# 独自在夜晚的海边
《等一個人的心灣》（韓語：밤의 해변에서 혼자）是由韩国著名电影人洪常秀编剧、制作并导演的影片，于2017年在韩国上映。影片入选第67届柏林电影节竞赛单元，演员金珉禧获得了最佳女演员银熊奖。

## 剧情简介
韩国女演员英熙正因为与一个已婚男子的恋情而备受压力，她甘愿放弃一切以表明心迹。在国外旅游期间，她与朋友促膝长谈，但并不能完全被他人理解。在等待的日子里，她一个人走在空旷无人的公园和海边，她想知道：「他会像我思念他一样思念我吗？」
回到韩国后，英熙与几个老朋友聚会，起初气氛有些尴尬，喝了些酒之后，她开始表现得冷漠又不近人情，像发泄似的朝人发脾气，但他们反而喜欢这样。酒终人散，英熙独自去了海边，重重心事似雾般消散，她渐渐看清了爱与身份在生命中的意义。

## 出演人员
- 金珉禧 饰 英熙
- 徐永嬅 饰 智英
- 权海孝 饰 千佑
- 郑在咏 饰 明秀
- 宋善美 饰 俊熙
- 文盛瑾 饰 尚源
- 安宰弘 饰 昇熙
- 朴芮柱 饰 都希
- 孔敏貞 飾 瑪莉
- 韓材利 飾 善熙
- 姜泰佑 飾 配音員
- 馬克·佩蘭森（Mark Peranson）
- 貝蒂娜·斯坦布呂格（Bettina Steinbrügge）
- 卡爾·費德爾（Karl Feder）

## 奖项
| 年份 | 比赛                       | 奖项             | 入围者/得奖者        | 结果 |
| ---- | -------------------------- | ---------------- | -------------------- | ---- |
| 2017 | 第67届柏林电影节           | 最佳女演员银熊奖 | 金敏喜               | 獲獎 |
| 2017 | 第67届柏林电影节           | 金熊奖           | 洪常秀               | 提名 |
| 2017 | 第53届百想艺术大奖         | 最佳导演         | 洪常秀               | 提名 |
| 2017 | 耶路撒冷电影节             | 最佳国际电影     | 《独自在海边的夜晚》 | 獲獎 |
| 2017 | 第37届韩国电影评论家协会奖 | 十佳电影         | 《独自在海边的夜晚》 | 獲獎 |

## 外部連結
- 豆瓣电影上《独自在夜晚的海边》的資料 （简体中文）
- 互联网电影数据库（IMDb）上《独自在夜晚的海边》的资料（英文）
- AllMovie上《独自在夜晚的海边》的资料（英文）
- Box Office Mojo上《独自在夜晚的海边》的資料（英文）
- 《独自在夜晚的海边》在HanCinema的页面（英文）
- Metacritic上《独自在夜晚的海边》的資料（英文）
- 爛番茄上《独自在夜晚的海边》的資料（英文）
- 韩国电影数据库（KMDb）上《独自在夜晚的海边》的資料